# D-takt
D-takt är ett trumkomp som går i två fjärdedels takt. Används framför allt inom kängpunken.
Många tror att det som skiljer D-takt från andra trumkomp är de ojämna cymbalslagen, som ibland följer bastrumman istället för att ligga med takten. Enligt en av kompets fäder Brian Roe från The Varukers är detta dock ett inkorrekt sätt att spela kompet. Han spelar det istället med kontinuerliga åttondelar på cymbalerna och hävdar att det är så kompet skall spelas egentligen. Det blir mer komplext och svårspelat, framför allt när det spelas i högre tempon. Idag är en kombination av teknikerna mycket vanlig, och exempel finns i det svenska crustbandet Wolfbrigade som nyttjar båda visen att spela kompet på. 
Vilket band som var först med D-takt vet ingen säkert, men Discharge gjorde den känd, och därför kallades takten senare för d-takt (därav d:et i d-takt). Takten fick många efterföljare i Sverige med bland annat band som Shitlickers, Anti Cimex, Anti-Bofors, Discharge, och så vidare.
Innan Discharge hade bland annat Buzzcocks spelat d-takt i låten You Tear Me Up.
Tabulatur:
```
C:|x-x-x-x-x-x-x-x-:||
S:|--o---o---o---o-:||
K:|o--o-o--o--o-o--:||
   1 & 2 & 3 & 4 &            S=virvel K=baskagge C=crash
```

## Exempel på låtar med d-takt
- Anti-cimex - Of Ice
- Disarm - Dömd
- Discharge - Visions Of War
- No Regerts - Abrakadaver
- Shitlickers - Spräckta Snutskallar